# Bunium cylindricum
Bunium cylindricum là một loài thực vật có hoa trong họ Hoa tán. Loài này được (Boiss. & Hohen.) Drude mô tả khoa học đầu tiên năm 1898.